# 布蘭登堡-科斯琴的卡塔里娜
布蘭登堡-科斯琴的卡塔里娜（德語：Katharina von Brandenburg-Küstrin，1549年8月10日—1602年9月30日），布蘭登堡選侯夫人，布蘭登堡-科斯琴藩侯約翰的女兒。

## 家庭
1570年，卡塔里娜與布蘭登堡的約阿希姆·腓特烈結婚，兩人共有6子2女：
1. 約翰·西吉斯蒙德（1572年—1619年）
2. 安娜·卡塔里娜（1575年—1612年）
3. 約翰·格奧爾格（英语：Johann Georg von Brandenburg）（1577年—1624年）
4. 奧古斯特（德语：August von Brandenburg）（1580年—1601年）
5. 阿爾貝特·腓特烈（德语：Albert Friedrich von Brandenburg）（1582年—1600年），早逝
6. 約阿希姆（德语：Joachim von Brandenburg）（1583年—1600年），早逝
7. 芭芭拉·索菲亞（1584年—1636年）
8. 克里斯蒂安·威廉（英语：Christian William of Brandenburg）（1587年—1665年）